# The Event (televisieserie)
The Event (typografisch vormgegeven als THE EVƎNT) is een Amerikaanse samenzweringsthriller- en sciencefictionserie.
De eerste aflevering werd op 20 september 2010 door de National Broadcasting Company (NBC) uitgezonden.
Op 13 mei 2011 maakte NBC bekend dat er geen tweede seizoen zal komen van The Event.
Begin juni 2011 werd ook bekend dat SyFy geen tweede seizoen wil maken.

## Verhaal
Aan het eind van de Tweede Wereldoorlog stortte een geheimzinnig luchtvaartuig neer nabij het Brooks-gebergte in het noorden van Alaska. De passagiers lijken van buitenaf menselijk, maar ze zijn in feite buitenaards. Hun DNA verschilt voor bijna een procent met dat van mensen en zij verouderen in een veel lager tempo. Zevenennegentig overlevenden werden gevangengenomen door de Amerikaanse overheid en opgesloten in een geheime faciliteit, omdat zij weigeren hun ware identiteit te onthullen. De andere overlevenden, die ook wel sleepers worden genoemd, ontsnapten en leven tegenwoordig te midden van de gewone mensen.
President Elias Martinez (Blair Underwood) komt kort na zijn inauguratie achter het bestaan van deze faciliteit. Na een ontmoeting met de leider van de aliens (Laura Innes) besluit hij de gevangenen vrij te laten en hun bestaan bekend te maken. Zijn plannen worden gedwarsboomd als een moordaanslag op hem wordt verijdeld door middelen die de menselijke technologie te boven gaan. De CIA realiseert zich dat er meer buitenaardse wezens bestaan en plant een geheime missie om hen te vinden en te doden. Zij weten echter niet dat de agent die de leiding heeft over deze missie zelf een alien is. De meningen binnen de groep aliens zijn hierover verdeeld.
Sean Walker (Jason Ritter), een veelbelovende softwareprogrammeur, raakt betrokken bij deze gebeurtenissen. Zijn plan om tijdens een cruise door de Caraïben zijn vriendin Leila (Sarah Roemer) ten huwelijk te vragen, worden verhinderd als zij plotseling verdwijnt. Zijn zoektocht leidt tot de onthulling van het complot.

## Rolverdeling
- Jason Ritter als Sean Walker, een softwareprogrammeur wiens vriendin op mysterieuze wijze verdwijnt
- Sarah Roemer als Leila Buchanan, de vriendin van Sean
- Laura Innes als Sophia Maguire, de leider van de groep gevangen aliens
- Ian Anthony Dale als Simon Lee, een buitenaardse CIA-agent
- Scott Patterson als Michael Buchanan, de vader van Leila
- Taylor Cole als Vicky Roberts, een vrouw die Sean en Leila ontmoetten tijdens hun cruise
- Lisa Vidal als Christina Martinez, de first lady
- Bill Smitrovich als Raymond Jarvis, de vicepresident, die betrokken is in de samenzwering
- Clifton Collins jr. als Thomas, een ontsnapt lid van de groep aliens, die contact heeft met de vrije sleepers, en de zoon van Sophia
- Željko Ivanek als Blake Sterling, de Director of National Intelligence, die langdurig zaken geheim hield voor de president
- Blair Underwood als Elias Martinez, de recent verkozen president

## Casting en productie
Nick Wauters schreef het script voor The Event in 2006. Producent Steve Stark benaderde in 2009 de NBC, die op dat moment nog op zoek was naar een mysteryserie. Begin januari 2010 werd bekend dat de NBC een proefaflevering liet produceren. Een maand later werden de eerste castingsessies gehouden, waarbij Ritter gekozen werd voor de rol van Sean Walker. Eind februari werden Željko Ivanek en Ian Anthony Dale gekozen voor de rollen van respectievelijk Blake Sterling en Simon Lee. Een paar dagen later voegden Scott Patterson, Laura Innes en Sarah Roemer zich bij de cast. In maart 2010 werd bekend dat Blair Underwood de rol van president zou spelen. De makers hadden aanvankelijk een latino voor deze rol in gedachten.
Jeffrey Reiner sloot een overeenkomst met Universal Media Studios en werd aangenomen als regisseur en uitvoerend producent. Op 7 mei 2010 maakte de NBC bekend dat een volledig seizoen van dertien afleveringen gepland stond en een week later dat de serie in het najaar van 2010 zou worden uitgezonden. Op 18 oktober werd bekend dat de NBC negen extra afleveringen had besteld.

## Afleveringen

### Seizoen 1
1. I Haven't Told You Everything
2. To Keep Us Safe
3. Protect Them from the Truth
4. A Matter of Life and Death
5. Casualties of War
6. Loyalty
7. I Know Who You Are
8. For the Good of Our Country
9. Your World to Take
10. Everything Will Change
11. And Then There Were More
12. Inostranka
13. Turnabout
14. A Message Back
15. Face Off
16. You Bury Other Things Too
17. Cut Off the Head
18. Strain
19. Us or Them
20. One Will Live, One Will Die
21. The Beginning of the End
22. Arrival

## Uitzendingen
| Datum eerste uitzending | Netwerk              | Land                |
| ----------------------- | -------------------- | ------------------- |
| 20 september 2010       | NBC                  | Verenigde Staten    |
| 20 september 2010       | Citytv               | Canada              |
| 21 september 2010       | Joi                  | Italië              |
| 26 september 2010       | SVT                  | Zweden              |
| 27 september 2010       | The Seven Network    | Australië           |
| 7 oktober 2010          | Jack TV              | Filipijnen          |
| 8 oktober 2010          | TV3                  | Rusland             |
| 11 oktober 2010         | TV3 (later Viasat 4) | Noorwegen           |
| 18 oktober 2010         | Universal Channel    | Latijns-Amerika     |
| 22 oktober 2010         | Channel 4            | Verenigd Koninkrijk |
| 22 oktober 2010         | RTÉ Two              | Ierland             |
| 16 november 2010        | TV3                  | Nieuw-Zeeland       |
| 15 januari 2011         | Yes SCI FI           | Israël              |
| januari 2011            | TV3                  | Denemarken          |
| 22 maart 2011           | MTV3                 | Finland             |
| 16 juni 2011            | RTL 5                | Nederland           |
| 4 juni 2012             | 2BE                  | België              |